# Bortnów
Bortnów (ukr. Бортнів) – wieś na Ukrainie w rejonie włodzimierskim należącym do obwodu wołyńskiego.
Do 2020 w rejonie iwanickim.

## Położenie
Na podstawie Słownika geograficznego Królestwa Polskiego i innych krajów słowiańskich: Bortnów to wieś w powiecie włodzimierskim, w gminie Chotiaczów, 19 wiorst od Włodzimierza.